# Roland Seidler
Roland Seidler (* 20. Juli 1951 in Templin, Brandenburg) ist ein ehemaliger deutscher Schauspieler.

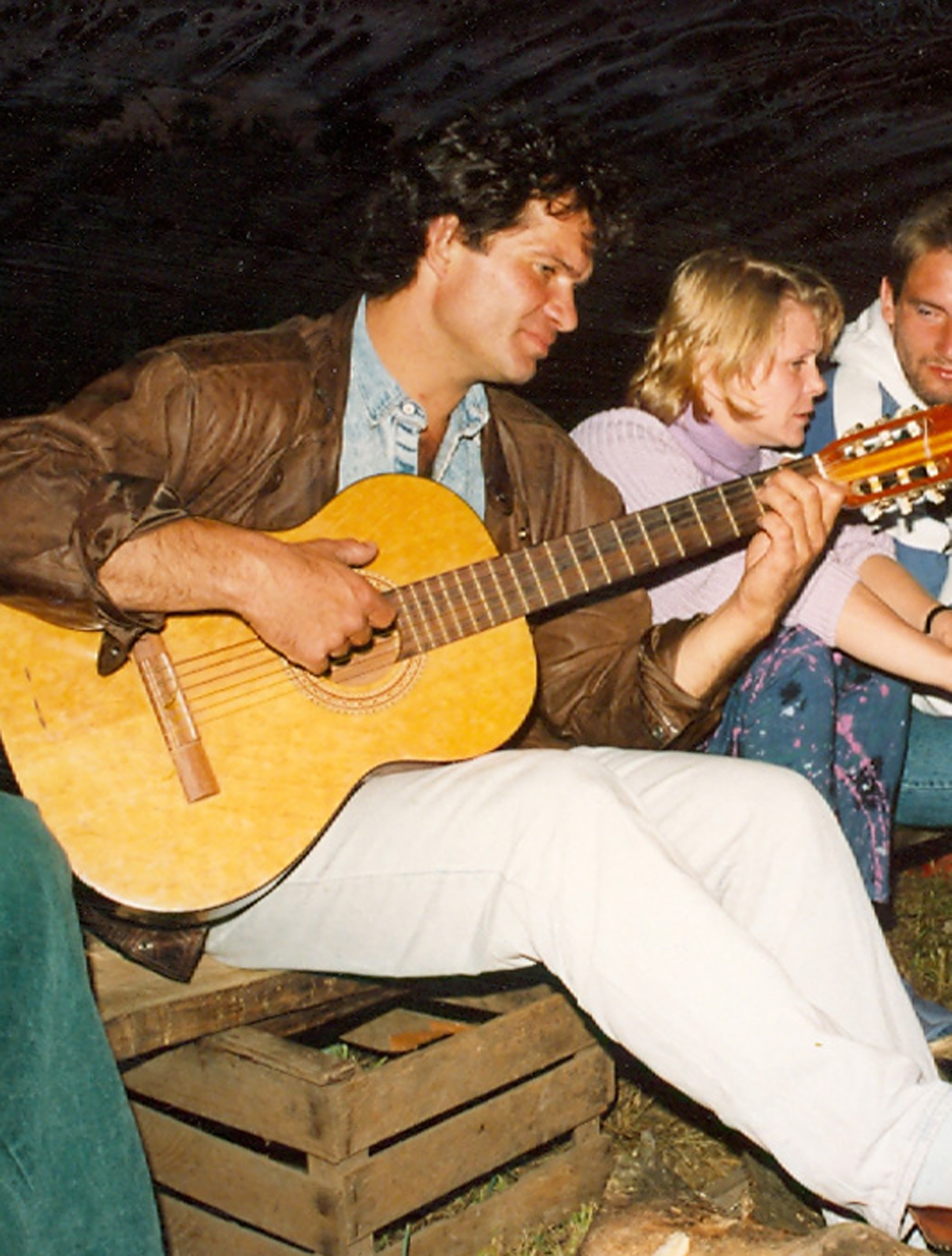
Roland Seidler 1991

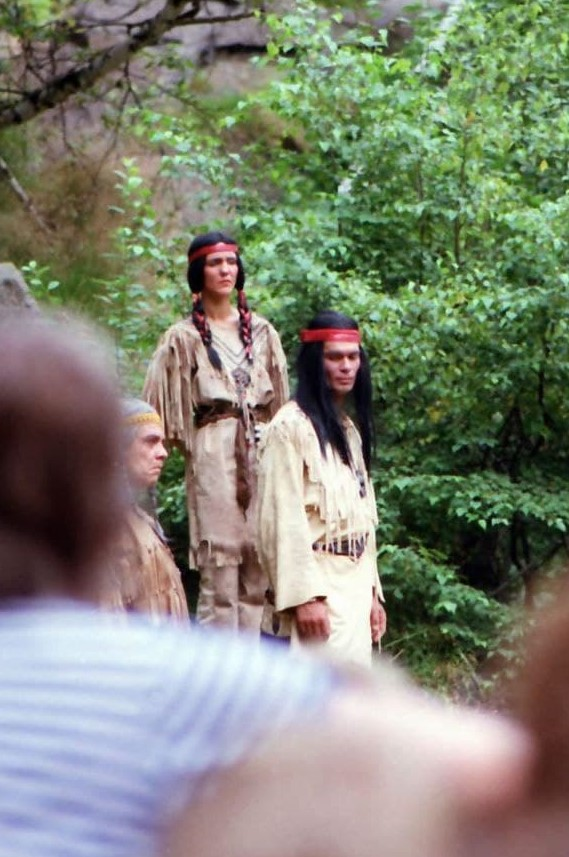
Roland Seidler als Winnetou im Naturtheater Greifensteine 1987

## Leben
Roland Seidler besuchte von 1958 bis 1970 die Polytechnische Oberschule und die Erweiterte Oberschule in Templin, an der er das Abitur ablegte. Nach dem Wehrdienst und einer Ausbildung zum Krankenpfleger besuchte er die Staatliche Schauspielschule Berlin. Nach Abschluss der Schauspielschule übernahm er sowohl zahlreiche Film-, als auch Bühnenrollen.
Viele Filme mit Roland Seidler entstammen der Fernsehreihe Polizeiruf 110. Ein weiterer Schwerpunkt seiner Tätigkeit lag in der Übernahme von Rollen in Western, in denen er meist an der Seite von Gojko Mitić spielte. Auf der Bühne verkörperte er unter anderem von 1987 bis 1990 die Figur des Winnetou in den Kal-May-Aufführungen im Naturtheater Greifensteine. Von 1993 bis 2003 übernahm er verschiedene Rollen bei den Störtebeker-Festspielen in Ralswiek. Von 2005 bis 2011 betrieb er das Theater Klosterruine Boitzenburg, in dem er als Drehbuchautor, Regisseur und Schauspieler tätig war. 2012 musste er seine Tätigkeit aus gesundheitlichen Gründen aufgeben.

## Filmografie
- 1981: Alptraum
- 1981: Bürgschaft für ein Jahr
- 1981: Der Schweigsame
- 1981: Unser kurzes Leben
- 1981: Nachtpartie
- 1981: Das Mädchen vom Eisberg
- 1981: Harmloser Anfang
- 1983: Der Scout
- 1983: Olle Henry
- 1985: Treibnetz
- 1985: Vaters Frau
- 1985: Der zersprungene Spiegel
- 1985: Verblendet
- 1986: Der Bärenhäuter
- 1986: Der Hut des Brigadiers
- 1986: So viele Träume
- 1986: Die dreizehnte Fee
- 1987: Glück hat seine Zeit …
- 1987: Sachsens Glanz und Preußens Gloria
- 1987: Die erste Reihe (Fernsehfilm)
- 1988: Amoklauf
- 1988: Eine unruhige Nacht
- 1988: Präriejäger in Mexiko